# 林盛重
林 盛重（はやし もりしげ、生没年不詳）は室町時代の武将。

## 概要
- 林家13代目（今井兼平からかぞえて）。
- 盛重は織田信長に領土を献上し、上条城は信長の支配化になり盛重は帰農した。
- 息子に林重登、祖父に林重緒がいる。